# Стежарел (Хунедоара)
Стежарел (рум. Stejărel) насеље је у Румунији у округу Хунедоара у општини Лункоју Де Жос. Oпштина се налази на надморској висини од 336 m.

## Становништво
Према подацима из 2002. године у насељу је живело 305 становника, од којих су сви румунске националности.